# 蒂姆·卡斯韦尔
蒂姆·卡斯韦尔（英語：Tim Carswell，1971年10月22日—），新西兰男子自行车运动员。他曾代表新西兰参加1998年英联邦运动会自行车比赛，获得男子捕捉赛和男子团体追逐赛铜牌。